# シエラエンターテインメント
シエラエンターテインメント（Sierra Entertainment, Inc.）は、かつて存在したゲームソフト製作会社。米国に本拠を置いていた。
現在はアクティビジョン・ブリザードの傘下にあり、インディーゲームを取り扱っている。

## 概要

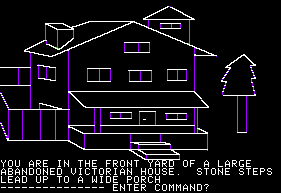
『ミステリーハウス』世界初のグラフィックス付きアドベンチャーゲーム

1979年にウィリアムズ夫妻（Ken and Roberta Williams）によって「オンラインシステムズ」（On-Line Systems）の名称で創業、世界初のグラフィックアドベンチャーゲーム『Mystery House』をリリース、大ヒットする。翌年、近隣のシエラネバダ山脈にちなんで社名を「シエラ・オンライン」（Sierra On-Line）に変更。その後も「ハイレゾアドベンチャー」と銘打ったApple II向けのアドベンチャーゲームでヒット作を連発、これらのタイトルはスタークラフト社により日本のパソコン各機種にも移植され、パソコンゲーム黎明期のアドベンチャーゲームブームの一翼を担った。1984年にはキャラクターを直接操作して謎を解く、新しいタイプのアドベンチャーゲーム『King's Quest』をIBM PC向けにリリース、7作目まで続編が作られるほどのヒットタイトルとなり、同社の看板ソフトともなった。
1980年代後半には日本のゲームソフトを海外に紹介する役目も果たし、1989年にはゲームアーツからライセンスを受け、「テグザー」「シルフィード」をApple IIGS用とIBM PC用に米国で販売しヒットさせている。
1989年には日本法人（シエラ オンライン ジャパン）を設立。「Police Quest II（ポリス・クエストII）」「Quest for Glory I（クエスト・フォー・グローリィ）」「King's Quest V（キングズ・クエストV）」「Mixed-Up Mother Goose（おかしなマザーグース）」「Space Quest IV（スペース・クエストIV）」「Castle of Dr. Brain（ドクターブレイン パズルの城）」を日本向けプラットフォーム（PC-9801やFM TOWNS）に移植、販売を実施。その後1995年頃にパイオニア株式会社と「シエラ・パイオニア」を設立し、「ファンタズム（Phantasmagoria）」「KING'S QUEST VI」「EARTHSIEGE2」「RED BARON II」などを日本語版として展開。2000年代前半に日本市場から撤退した。
2001年には「シエラ・エンターテインメント」に社名を変更し、2008年には仏ヴィヴェンディ社と米アクティビジョン社が2007年に合併してできたアクティビジョン・ブリザード社傘下となった。同年7月10日、ヴィヴェンディとアクティビジョンの合併が完了し、『クラッシュ・バンディクー』『スパイロ・ザ・ドラゴン』『Prototype』などのゲームを除き、アクティビジョンの要求事項に満たないシエラレーベルのゲームは権利移管されないことになった。同年10月中にはシエラのフォーラムサーバを11月に停止する旨発表がなされ、『クラッシュ・バンディクー』、『スパイロ・ザ・ドラゴン』、『Prototype』、『アイス・エイジ2』などアクティビジョンに移管されたゲームのフォーラムだけがアクティビジョンサーバに移行された。11月10日にはシエラ所有スタジオのうちMassive EntertainmentがUBIに売却され、Swordfishスタジオはコードマスターズに売却、旧シエラに残された2つの開発スタジオ（High Moon StudiosとRadical Entertainment）は現在、アクティビジョン・ブリザードの傘下となっている。
2014年8月、ゲームズコムに先立ってシエラのウェブサイトが更新され、復活が示唆される。そして新作として『Geometry Wars 3: Dimensions』と『King's Quest』の製作が発表された。なお、公式サイトの著作権表記では、「© 2014 Activision Publishing, Inc.」「SIERRA is a trademark of Activision Publishing, Inc.」と記され、「Sierra Entertainment, Inc.」の名はない。

## 代表作
- King's Questシリーズ
- Mystery House（1979年）
- Space Quest（英語版）シリーズ（1986年）
- Police Quest（英語版）シリーズ（1987年）
- Quest for Gloryシリーズ（1989年）
- The Incredible Machine（1992年）
- Phantasmagoria（1995年）
- ハーフライフ（1998年）